# (531040) 2012 CS57
(531040) 2012 CS57 est un objet transneptunien faisant partie des cubewanos.

## Caractéristiques
(531040) 2012 CS57 mesure environ 243 km de diamètre.